# 藤原頼定
藤原 頼定（ふじわら の よりさだ）は、平安時代末期の公卿。正三位参議出雲権守。堀川宰相と号す。父は権中納言藤原経定、母は家女房。女子の一人高倉天皇典侍按察は、後鳥羽天皇期に伊勢斎宮となった潔子内親王の生母である。

## 経歴
以下、『公卿補任』、『尊卑分脈』の内容に従って記述する。
- 保延2年（1136年）1月22日、大膳亮[3]。
- 保延6年（1140年）12月16日、式部少丞。
- 保延7年（1141年）1月29日、式部大丞。
- 永治2年（1142年）1月5日、叙爵。同月23日、相模権守を兼ねる。
- 仁平2年（1152年）1月5日、従五位上（簡一）。
- 久寿2年（1155年）1月27日、右兵衛佐。
- 保元2年（1157年）1月24日、左少将。同年10月22日、正五位下[4]。
- 保元3年（1158年）1月27日、遠江権介を兼ねる。
- 保元4年（1159年）1月6日、従四位下。
- 永暦元年（1160年）1月21日、右中将。同年2月28日、解官。
- 応保3年（1163年）1月5日、従四位上[5]。同月24日、左中将に還任。
- 長寛2年（1164年）1月21日、加賀権介を兼ねる。
- 長寛3年（1165年）1月23日、正四位下[6]。
- 仁安4年（1169年）1月11日、備後権介を兼ねる。
- 嘉応2年（1170年）1月5日、蔵人頭。同年12月30日、参議。
- 嘉応3年（1171年）1月18日、周防権守を兼ねる。
- 承安4年（1174年）1月13日、従三位[7]。
- 安元2年（1176年）1月30日、出雲権守を兼ねる。
- 治承2年（1178年）4月5日、正三位[8]。
- 治承5年（1181年）3月18日、薨去（飲水病による）。享年55[9]。

## 系譜
- 父：藤原経定（1100年? - 1156年）
- 母：家女房
- 妻：祝部成仲の娘
  - 男子：藤原資頼（1148年 - ?）
- 妻：但馬守藤原親弘の娘
  - 次男：藤原頼房（1176年 - 1253年）
- 妻：中務少輔藤原教良の娘
  - 女子：高倉天皇典侍按察 - 潔子内親王生母
- 生母不明の子女
  - 男子：藤原資定
  - 男子：藤原宗頼
  - 男子：藤原資房
  - 男子：円定
  - 男子：円尊
  - 男子：経源
  - 男子：経覚
  - 女子：高倉天皇典侍